# شاپرک‌جغدی‌تباریان
شاپرک‌جغدی‌تباریان (به لاتین: Noctuina) زیرتباری از کرم بریده یا شب‌پره دارت از خانواده شاپرکان جغدی است. حداقل ۱۷۰ گونه توصیف شده در شاپرک‌جغدی‌تباریان وجود دارد.